# Volvo – The Game
Volvo – The Game är ett gratis racingsimulationsspel från det svenska spelföretaget SimBin, som släpptes 26 maj 2009. Spelet inkluderar sex Volvo-modeller och två banor.

## Bilar
- Volvo S60 Concept Race
- Volvo S60 Concept
- Volvo S40 (BTCC)
- Volvo 850 (BTCC)
- Volvo 240 Turbo Group A
- Volvo C30 (STCC)
- Volvo S60 (STCC)

## Banor
- Chayka Sport Complex
- Eco Drive Arena